# María de Ibelín (condesa de Jaffa)
María de Ibelín (c. 1270/1275-después de 1324) fue la condesa titular de Jaffa. Pertenecía a la familia Ibelín, ya que era hija de Felipe de Ibelín, condestable de Reino de Chipre, y de Simona de Montbéliard.
Se casó después de 1290 con Guido de Ibelín, conde titular de Jaffa. Tuvo una hija:
- María, quien se casó con Hugo de Lusignan (futuro Hugo IV de Chipre).